# Francis Kilvert
Robert Francis Kilvert (Chippenham, 3 dicembre 1840 – Bredwardine, 23 settembre 1879) è stato uno scrittore inglese.

## Biografia
Dopo aver studiato al Wadham College ad Oxford intraprese la carriera ecclesiastica, prima come curato e poi come vicario finendo a Bredwardine, Herefordshire. Nell'agosto del 1879 si sposò con Elizabeth Anne Rowland (1846-1911) lo stesso anno della sua morte.
Viene ricordato per i suoi diari da cui venne trattato un documentario ad opera della BBC chiamato  "Vicar of this Parish" del 1976